# 七月初一
七月初一朔，农历七月第一天。

## 出生
- 清顺治二年，洪升。

## 逝世
- 宋高宗建炎二年，宗泽。

## 节假日和习俗
七月初一是閩南俗稱的「開鬼門」，也就是打開閻羅王所管轄的地府之門的日子，讓陰間的鬼魂可以到人間遊玩、接受供養。

## 其他内容
- 十斋日

## 参看
- 日历
- 六月廿九 - 六月三十 - 七月初一 - 七月初二 - 七月初三
- 六月初一 - 七月初一 - 八月初一
- 正月 - 二月 - 三月 - 四月 - 五月 - 六月 - 七月 - 八月 - 九月 - 十月 - 十一月 - 腊月
- 公历7月1日

1. ↑  林仁川、黄福才. . 中國: 福建敎育出版社. 1997-11-01. ISBN 9787533420314 （中文（中国大陆））.